# Musicanti del piccolo borgo
I Musicanti del piccolo borgo sono un gruppo di musica popolare italiana, formatosi nella metà degli anni settanta con lo scopo di riproporre le musiche tradizionali dell'Italia centro-meridionale.

## Storia
Nella loro lunga carriera hanno svolto un'approfondita attività di ricerca soprattutto in Lazio e Molise, raccogliendo sul campo saltarelli e tarantelle, canti religiosi e ninnananne, musiche da ballo e stornelli.
I Musicanti si sono particolarmente impegnati nello studio degli strumenti musicali tradizionali più strettamente legati al mondo agropastorale come: mandolino, mandola, mandoloncello, chitarra, chitarra battente, chitarra basso, piffero, zampogna (a chiave e alla zoppa, surdulina), flauto dritto, violino, organetto (a due, quattro e otto bassi), castagnette, traccole, tamburi e tamburelli (campani, pugliesi e calabresi) ed il bufù (tamburo a frizione molisano).
Particolare, considerata la collocazione Tosco-Laziale dei componenti del gruppo, è la passione per uno strumento nordico come il piffero delle quattro province, l'abilità di Stefano Tartaglia, accompagnato da Silvio Trotta, nel padroneggianare lo strumento, la conoscenza del repertorio e la partecipazione alle feste e raduni (come la Curmà di Pinfri ritrovo annuale di tutti i pifferai) ne fanno due portatori della tradizione delle quattro province.

## Formazione
- Elvira Impagnatiello voce
- Stefano Tartaglia - piffero, zampogna, flauto e voce
- Alessandro Bruni- chitarra, basso, bufú
- Mauro Bassano - organetto e zampogna
- Silvio Trotta - mandolino, chitarra battente, violino
- Gian Michele Montanaro - tamburelli

## Festival
- 2003 Sharq Taronalari - Samarcanda - Uzbekistan / Corn'muzik (F) / Blenio (CH)
- 2004 Musicas del Mundo - Barcellona e Palma de Mallorca (E)
- 2005 Festi Cant - L'Escarena (F)
- 2006 Chanto - Mezel (F)

## Discografia
- 1980: Musicanti del piccolo borgo
- 1994: Pacienza nenna mia
- 1997: Canti e ritmi dell'appennino
- 2000: Musicanti del piccolo borgo
- 2001: Fiore de tutti i fiori—Folkclub EthnoSuoni
- 2002: Stella cometa
- 2003: MusicaMusicanti
- 2015: Fammi cantare a me de Capracotta - Radici Music
- 2024: ...Nel cassetto di Riccardo Marasco

## Compilation
- 2005: Soffi d'ancia—RadiciMusic Records